# Мгновения Нью-Йорка
«Мгнове́ния Нью-Йо́рка» (англ. New York Minute) — американская молодёжная кинокомедия 2004 года, снятая режиссёром Денни Гордон с сёстрами Олсен в главных ролях. Это был второй фильм близнецов Олсен после комедии «Двое: Я и моя тень», который шёл в кинотеатрах. Фильм получил в основном отрицательные отзывы критиков и стал последней совместной работой сестёр.

## Сюжет
Семнадцатилетние сёстры-близнецы Джейн и Рокси Райан совершенно разные и никогда не сходятся во взглядах. Джейн — отличница, а Рокси — бунтарка. Они живут со своим отцом-вдовцом в Сайоссете на севере Лонг-Айленда. Однажды они вместе отправляются в Нью-Йорк, каждая по своим делам. Джейн нужно выступить с речью для получения стипендии на обучение в престижном университете, а Рокси ― сняться в клипе Simple Plan и передать им демозапись своей группы.
Джейн и Рокси садятся на поезд до Нью-Йорка, но их высаживают, когда обнаруживается, что Рокси не имеет билета. Джейн знакомится на перроне с молодым парнем по имени Джим, который случайно рвёт её юбку своим велосипедом. В это время некие злоумышленники пытаются передать друг другу чип-устройство, но видят полицейскую засаду и отменяют сделку. Чип они подбрасывают в сумку Рокси. Бенни Банг, человек, стоящий за устройством, предлагает Рокси прокатиться до города на лимузине, и она соглашается, таща за собой Джейн. В Нью-Йорке он запирает сестёр в машине, но девушкам удаётся сбежать через люк в крыше. Попутно Рокси преследует Макс Ломакс, охотник за злостными прогульщиками.
В какой-то момент Джейн понимает, что забыла свой ежедневник в лимузине. В ежедневнике содержатся карточки с набросками её речи, поэтому вернуть его нужно обязательно. На городских улицах девушки попадают в несколько неприятных ситуаций, после которых им нужно привести себя в порядок и сменить одежду. Джейн и Рокси заскакивают в первый попавшийся номер первой попавшейся гостиницы. Номер этот принадлежит сенатору Анне Липтон. Там они знакомятся с её сыном Треем и её собакой Рейнальдо. Девушкам звонит Бенни, который предлагает обменять чип на ежедневник. Чип, однако, успевает проглотить Рейнальдо.
Рокси отправляется на съёмки клипа, а Джейн и Рейнальдо на встречу с Бенни. Джейн не отдаёт злоумышленнику собаку и сбегает к сестре. Бенни Банг отправляется за девушками в погоню, одновременно Рокси преследует Макс Ломакс. Сёстры прячутся в канализации. На поверхность они выходят уже в Гарлеме. Там Большая Ширл, владелица салона красоты, приводит девушек в порядок. Сёстры сталкиваются с Максом Ломаксом, от которого скрываются на такси. Попутно девушки успевают поссориться, вываливая друг на друга обиды, накопившиеся с момента смерти матери. Сёстры расходятся в разные стороны.
Бенни похищает Джейн и отвозит её к своей матери, главе их преступной организации. Там Джейн узнаёт, что они занимаются распространением пиратской музыки и фильмов. Рокси же находит ежедневник своей сестры в лимузине Бенни. Попутно из багажника машины она освобождает Трея, которого ранее Бенни уже успел пленить. Рокси отправляется на мероприятие, на котором её сестра должна произнести речь, но сама Джейн туда не успевает. Рокси решает произнести речь вместо своей сестры, но теряет карточки с подсказками. Появляются Джейн, Бенни Банг и Макс Ломакс. Преступная деятельность Бенни разоблачается и Макс арестовывает его.
Один из судей находит карточки Джейн. Он считает её текст хорошим и девушке дают стипендию в Оксфорде.

## В ролях
| Актёр           | Роль                                  |
| --------------- | ------------------------------------- |
| Эшли Олсен      | Джейн Райан                           |
| Мэри-Кейт Олсен | Рокси Райан                           |
| Энди Рихтер     | Бенни Банг                            |
| Юджин Леви      | Макс Ломакс                           |
| Джаред Падалеки | Трей Липтон сын сенатора Анны Липтон  |
| Райли Смит      | Джим посыльный                        |
| Андреа Мартин   | сенатор Анна Липтон мать Трея Липтона |
| Даррел Хэммонд  | МакГилл                               |
| Дрю Пински      | доктор Райан                          |
| Аланна Онг      | Ма Банг                               |
| Мэри Бонд Дэвис | Большая Ширл                          |
| Джек Осборн     | Джастин                               |
| Гарри Бенджамин | продавец сувениров I Love New York    |
| Нил Кроун       | офицер Страус                         |
| Simple Plan     | играют себя                           |
| Боб Сагет       | играет себя                           |
| Голый ковбой    | играет себя                           |

## Критика
Фильм получил отрицательные отзывы кинокритиков. Роджер Эберт и Ричард Роупер проголосовали пальцем вниз на телевизионном шоу «At the Movies», выбрав фильм как один из худших в 2004 году. Эберт заявил: 
«Мгновения Нью-Йорка», очевидно, был снят исключительно как средство продвижения близнецов Олсен, но что это за средство продвижения, которое понятия не имеет, куда идти и что делать. Этот фильм следовало бы поставить на тормоза.
 В своем печатном обзоре он далее прокомментировал:
Близнецы Олсен уже не дети, но еще не совсем готовы стать взрослыми. Поэтому им дают реквизит и одежду 17-летних девушек, но при этом тщательно ограждают от реальности. То, что любая 17-летняя девушка в Америке может всерьез воспринимать рок-группу, которую обожает Рокси ― это выше всяких размышлений. Данная рок-группа даже не похожа на таковую.
Совокупный обзор фильмов на веб-сайте Rotten Tomatoes показал оценку критиков ― 11 %.

## Сборы
Фильм заработал 5,96 миллиона долларов за свой североамериканский премьерный уик-энд, установив новый рекордный минимум для фильма, идущего в более чем 3000 кинотеатрах. В конечном итоге фильм собрал 14,07 миллиона долларов в североамериканском прокате и 7,22 миллиона долларов в международном.

## Саундтрек
Список композиций:
- Джейсон Мраз ― «Curbside Prophet ’04»
- Simple Plan ― «Vacation»
- Lucky Boys Confusion ― «Hey Driver»
- Wakefield ― «Suffragette City»
- Steadman ― «Wave Goodbye»
- Junior Senior ― «Shake Your Coconuts»
- Элвис Пресли ― «Rubberneckin’» (Paul Oakenfold Remix)
- The Donnas ― «Please Don’t Tease»
- Blondie ― «One Way Or Another»
- The Casanovas ― «Shake It»
- MxPx ― «Doing Time»
- Black Chill, Jaz’ Mina & Ebony Burks ― «Bring On The Bling»

## Награды и номинации
| Год  | Церемония          | Категория           | Номинант                   | Итог      |
| ---- | ------------------ | ------------------- | -------------------------- | --------- |
| 2004 | Teen Choice Awards | Choice Movie: Liar  | Eugene Levy                | Номинация |
| 2004 | Teen Choice Awards | Choice Movie: Blush | Mary-Kate and Ashley Olsen | Номинация |